# Stoke Bishop
Stoke Bishop – dzielnica miasta Bristol, w Anglii, w Bristol, w dystrykcie (unitary authority) Bristol. Leży 3,9 km od centrum miasta Bristol, 50,4 km od miasta Gloucester i 176,7 km od Londynu. W 2011 dzielnica liczyła 9269 mieszkańców. Stoke Bishop jest wspomniana w Domesday Book (1086) jako Stoche.